# Успеновский сельсовет (Бурейский район)
Успе́новский сельсове́т — упразднённое муниципальное образование со статусом сельского поселения в Бурейском районе Амурской области.
Административный центр — село Успеновка.

## История
11 ноября 2005 года в соответствии с Законом Амурской области № 92-ОЗ муниципальное образование наделено статусом сельского поселения.
Упразднён в январе 2021 года в связи с преобразованием муниципального района в муниципальный округ.

## Население
| 2002 | 2010 | 2011 | 2012 | 2013 | 2014 | 2015 |
| ---- | ---- | ---- | ---- | ---- | ---- | ---- |
| 534  | ↘378 | ↘377 | ↘341 | ↘333 | ↘330 | ↘315 |
| 2016 | 2017 | 2018 |      |      |      |      |
| ↘314 | ↘298 | ↘292 |      |      |      |      |

## Состав сельского поселения
| № | Населённый пункт | Тип населённого пункта       | Население |
| - | ---------------- | ---------------------------- | --------- |
| 1 | Успеновка        | село, административный центр | ↘269      |
| 2 | Правая Райчиха   | село                         | →23       |